# Dufourea nudicornis
Dufourea nudicornis är en biart som beskrevs av Timberlake 1939. Dufourea nudicornis ingår i släktet solbin, och familjen vägbin. Inga underarter finns listade i Catalogue of Life.